# Sinicuichi
Sinicuichi (Heimia salicifolia), auch Sinicuiche, Abre-o-sol (zu Deutsch Sonnenöffner), Herva da Vida (zu Deutsch Lebenskraut) genannt, ist eine Pflanzenart aus der Familie Weiderichgewächse (Lythraceae). Sie kommt überwiegend in Zentral- und Südamerika sowie auf den Westindischen Inseln vor.

## Beschreibung
Der Sinicuichi-Strauch wächst als laubabwerfender und kahler Strauch und erreicht Wuchshöhen von 1,8 bis zu 3 Metern. Die gegen- manchmal wechselständigen oder wirtelig zu dritt angeordneten, eilanzettlichen bis lanzettlichen oder verkehrt-eilanzettlichen und ganzrandigen, kahlen Laubblätter sind bis zu 9 cm lang und bis etwa 10–13 mm breit. Die Blätter sind kurz gestielt bis sitzend und stachelspitzig. Die Nebenblätter fehlen.
Die Blüten erscheinen achselständig und einzeln. Der minimale Blütenstiel ist etwa 2–4 mm lang. Die zwittrigen Blüten mit doppelter Blütenhülle sind sechszählig und von zwei Deckblättern begleitet. Der Blütenbecher (Hypanthium) ist bis 9 mm lang. Die dreieckigen, (stachel)spitzigen und kleinen Kelchblätter besitzen dazwischen, nach außen, ebenso lange, hornartige und stachelige Anhängsel am Grund. Die früh abfallenden Kronblätter sind  bis 17 mm lang. Es sind zwei Kreise mit meist je sechs, kurzen Staubblättern, mit fadenförmigen Staubfäden, vorhanden. Der mehrkammerige und kahle Fruchtknoten ist mittelständig und der dickliche Griffel mit kopfiger Narbe ist vorstehend.
Die vierkammerige, lokulizidale und vielsamige, kleine Kapselfrucht mit Griffelresten ist rippig. Sie sitzt komplett im beständigen Blütenbecher und Kelch, wobei die Kelchzipfel oben eingeklappt sind, während die spitzen Anhängsel abstehen. Die vielen, sehr kleinen und schmalen Samen sind kegelförmig und etwa bis 1 mm lang.
Die Chromosomenzahl beträgt 2n = 16.

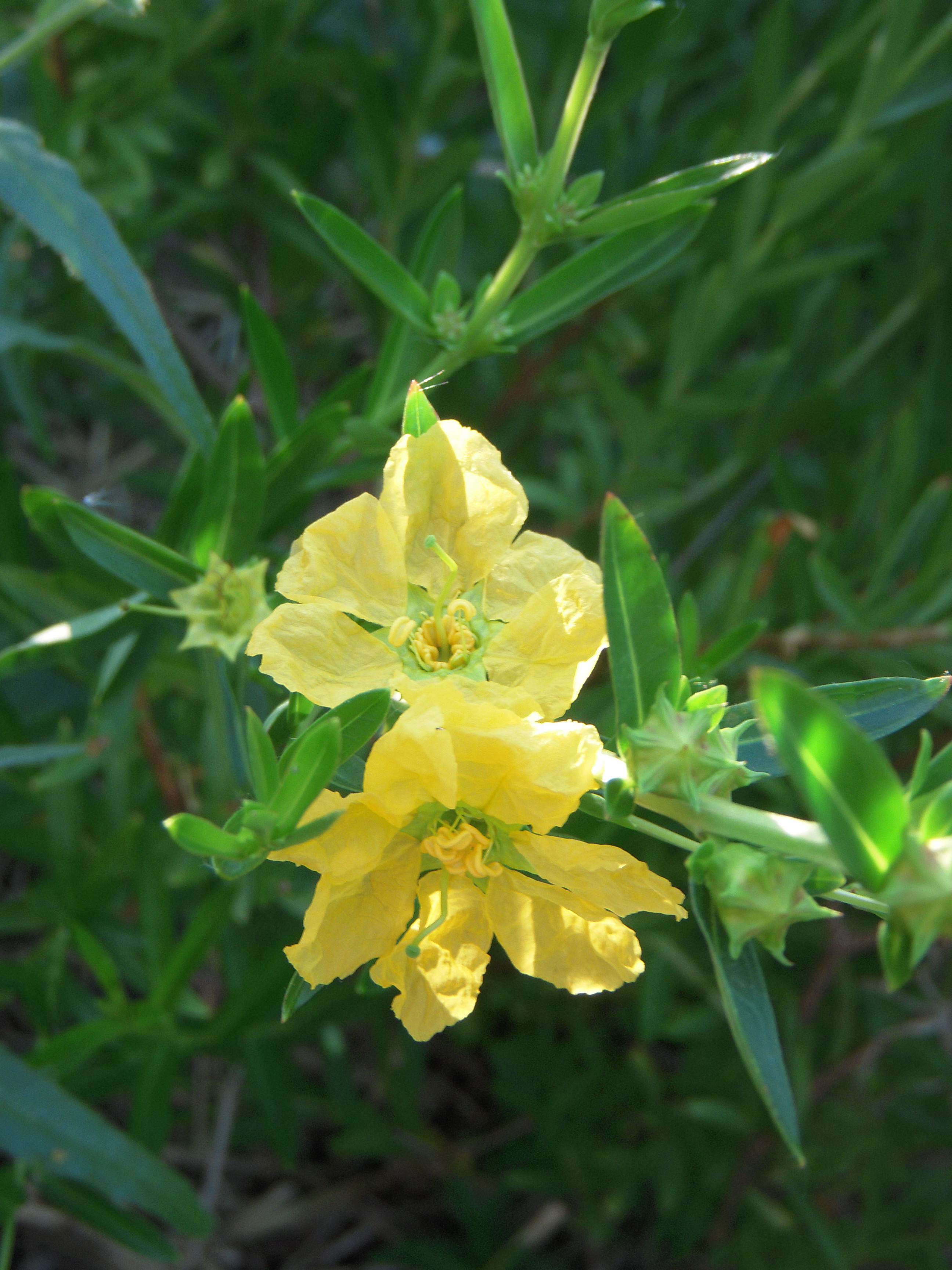
Blüten von Sinicuichi

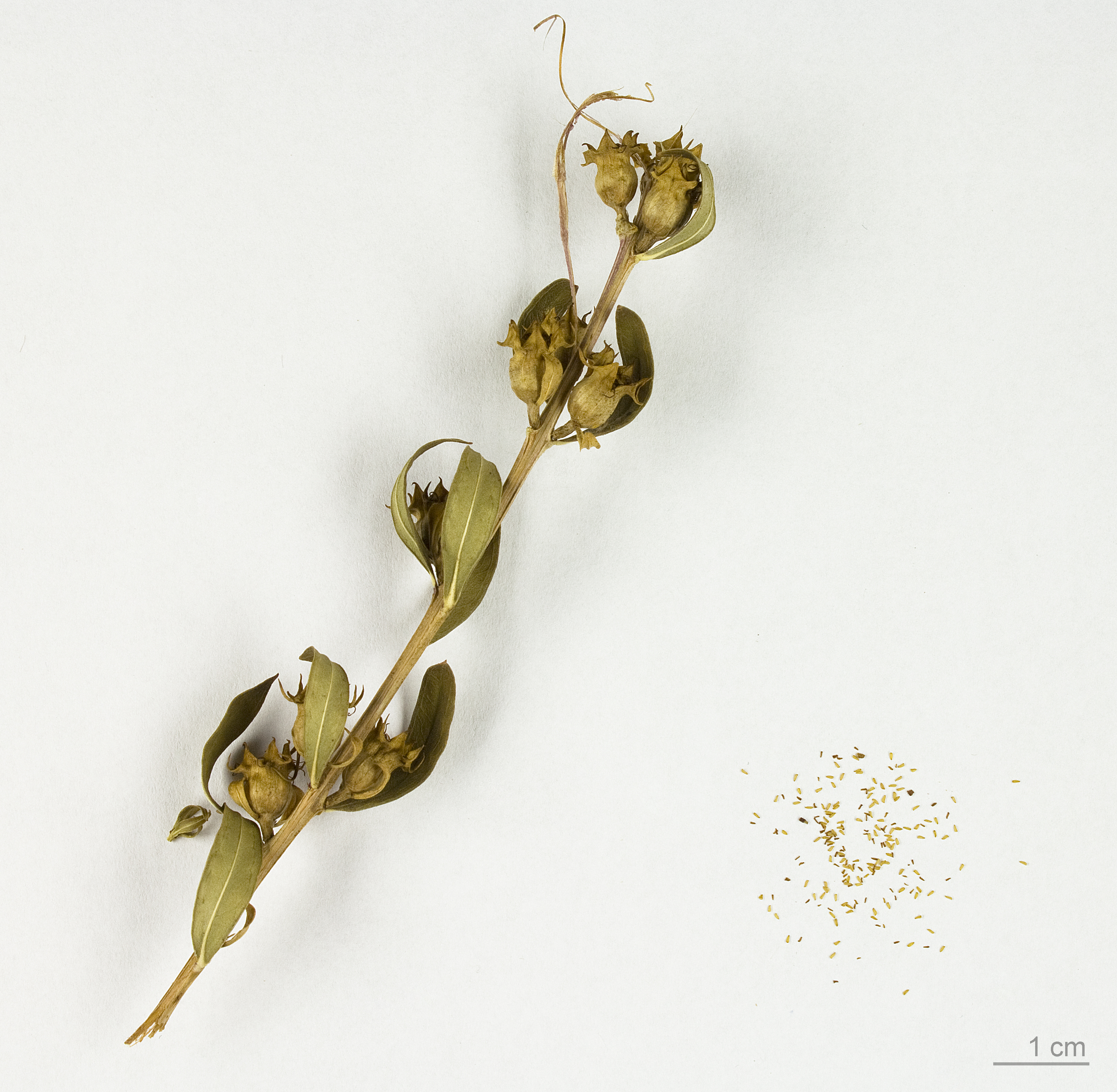
Fruchtstand und Samen

## Inhaltsstoffe und Verwendung
Die Inhaltsstoffe, die zu der berauschenden Wirkung beitragen, sind Chinolizidinalkaloide, u. a. Cryogenin, Lythrin, Lyfolin, Nesidin, Vertin und Heimidin.
Als Droge werden Auszüge der Blätter verwendet. Medizinische Anwendungsmöglichkeiten wurden untersucht.
Ein berauschendes und euphorisierendes Getränk wird hergestellt, indem die welken Blätter in Wasser zerkleinert und die Flüssigkeit drei Tage lang an einem sonnigen Ort fermentiert wird.

### Rechtslage
In Deutschland unterliegt Sinicuichi nicht dem BtMG.

### Historische Verwendung
Von den Mayas und Azteken wurde sie aufgrund ihrer halluzinogenen und gedächtnisöffnenden Wirkung für „Erinnerungs-Rituale“ und andere Zeremonien eingesetzt; auch heute wird sie noch wegen ihrer berauschenden Wirkung konsumiert.

## Taxonomie
Die Erstbeschreibung von Heimia salicifolia erfolgte durch Link in Enumeratio Plantarum Horti Regii Berolinensis Altera. Berolini. Synonyme für Heimia salicifolia Link sind: Heimia syphillitica DC., Nesaea salicifolia Kunth, Nesaea syphilitica Steud., Decodon salicifolius (Kunth) Kuntze, Chrysolyga salicifolia Willd. ex Steud., Heimia grandiflora Hook., Heimia linariifolia G.Don